# Pahactla
Pahactla es una localidad de México perteneciente al municipio de Atlapexco en el estado de Hidalgo.

## Toponimia
Pahactla proviene del náhuatl, se deriva de los vocablos pajtli «medicina» y tlan «lugar» que traducido al español significa "Lugar de plantas medicinales".

## Geografía
A la localidad le corresponden las coordenadas geográficas 21° 58’ 31.132” de latitud norte y 98° 21’ 29.512” de longitud oeste, con una altitud de 393 m s. n. m. Se encuentra a una distancia aproximada de 4.92 kilómetros al suroeste de la cabecera municipal, Atlapexco.
En cuanto a fisiografía se encuentra dentro de la provincia de la Sierra Madre Oriental dentro de la subprovincia de Carso Huasteco; su terreno es de Sierra y lomerío. En lo que respecta a la hidrología se encuentra posicionado en la región Panuco, dentro de la cuenca del río Moctezuma, en la subcuenca del río Los Hules. Cuenta con un clima semicálido húmedo con lluvias todo el año.
La flora se compone de una vegetación de selva-media caducifolia. Se pueden encontrar árboles de acuerdo a su uso: 
- Maderables y no maderables de importancia económica como el cedro, ceiba, palo de rosa, mango, pioche, café, pemuche, palma, caña, cempoalxóchitl.
- Frutales como mango, chico zapote, naranja, limón mexicano, mante, mandarina, lima, chalahuite, ojite, aguacate, pahua, Jobo (kuaxokotl).
- Árboles de uso doméstico (leña) guácima, chaka, pioche, tenkikis, huexotl, ixtakuauitl, nexkuauitl.
- Plantas medicinales tenkikis, guayaba, xilipajtli, epazote, zacate limón, yerbabuena, tsitsicastli (Ortiga), uña de gato, maíz (hojas).
- Plantas comestibles (Partes vegetativas) cilantro silvestre, cilantro espinoso, mesís, quelite, verdolaga, aguacate, chayote, caña.
- Plantas comestibles (Inflorececencias y semillas) tenkikis, pemuche (Erythrina americana), calabaza, chalahuite, Ixote, cacahuate.
- Plantas de uso religioso Kopalkuauitl, cedro, palma, cempoalxóchitl (Flor de muerto), maíz, limonaria.

## Demografía
En 2020 registró una población de 1508 personas, lo que corresponde al 1508 % de la población municipal. De los cuales 734 son hombres y 774 son mujeres. Tiene 377 viviendas particulares habitadas.
La lengua materna es el náhuatl huasteco y solo el 70% de la población habla el español. El 97.5 % profesa el catolicismo mientras que el 1.08% practicá el cristianismo, protestante o evangélico, el resto no contestó (1.4 %). La comunidad cuenta con los tres niveles de educación básica: el Jardín de niños "Vicente Guerrero", la Primaria "Luis Villarreal", y la Telesecundaria No. 74.
| Gráfica de evolución demográfica de Pahactla entre 1910 y 2020                                              |
| |
| Población de los censos y conteos del Instituto Nacional de Estadística y Geografía (INEGI) de 1910 a 2010. |

## Cultura
Como en toda la huasteca hidalguense en Pahactla también se gusta de las fiestas, entre las que destacan en orden cronológico: Año nuevo (enero), Carnaval (febrero), Semana Santa y Fiesta patronal de San José (marzo), Día del niño (abril), Día de la Madre (mayo), Fiesta patronal de San Antonio de Padua y Día del Padre (junio), Fiesta patronal de San Nicolás (septiembre), Xantolo (noviembre), Posadas, Fiesta a la Virgen de Guadalupe, Navidad y Año viejo (diciembre). En Pahactla todas las fiestas son amenizadas con música regional, es decir, con banda de viento o huapango.

## Economía
La localidad tiene un grado de marginación alto y un grado de rezago social medio.